# Andrej Bratuž
Andrej Bratuž, slovenski publicist, prosvetni delavec in skladatelj, * 27. november 1936, Gorica, † 19. november 2011, Gorica.

## Življenje in delo
Rodil se je v družini glasbenika Lojzeta Bratuža in pesnice in učiteljice Ljubke Šorli. Osnovno šolo, ter slovensko gimnazijo in licej je obiskoval v rojstnem mestu. V Trstu je leta 1958 končal študij na Filozofski fakulteti. Doktoriral je 1965 v Trstu iz slovenskega jezika in književnosti ter 1969 v Firencah iz filozofije, psihologije in zgodovine. Od 1961 je služboval na raznih srednjih šolah v Trstu in njeni okolici ter Gorici. Objavil je več člankov kulturne, narodne in politične vsebine. Leta 1996 je postal glavni urednik Novega glasu, glasila Slovencev v Italiji. Napisal je več glasbenih kompozicij za mešani pevski zbor (Jezus prihaja, Božična pesem, Velikonočna), za ženski zbor (Pesem na Krasu) in scensko glasbo k igri Ples tatov ter več prispevkov s področja glasbene kritike.